# Weigela coraeensis
Weigela coraeensis är en tvåhjärtbladig växtart som beskrevs av Carl Peter Thunberg. Weigela coraeensis ingår i släktet prakttryar, och familjen Diervillaceae. Utöver nominatformen finns också underarten W. c. fragrans.

## Bildgalleri

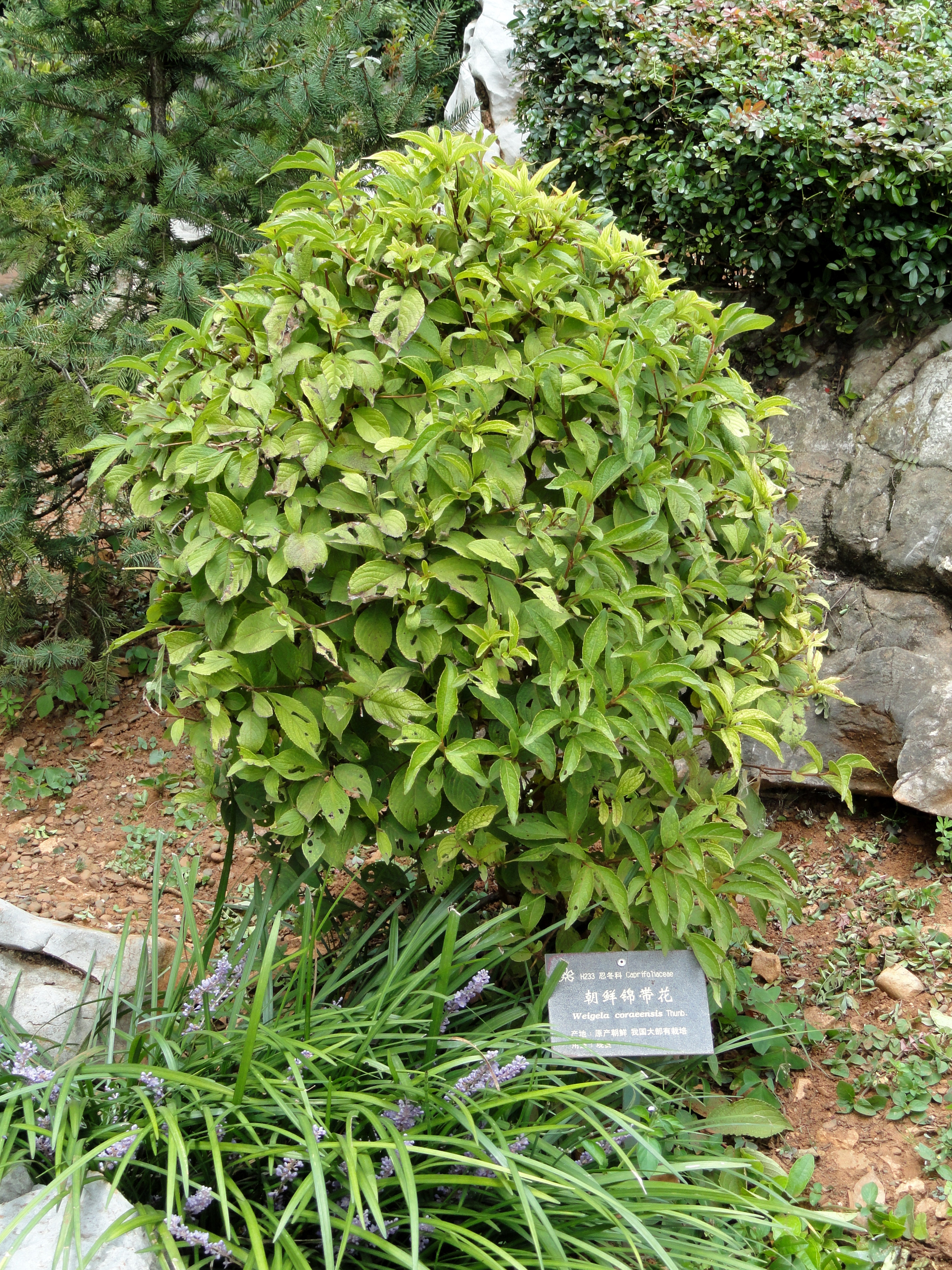
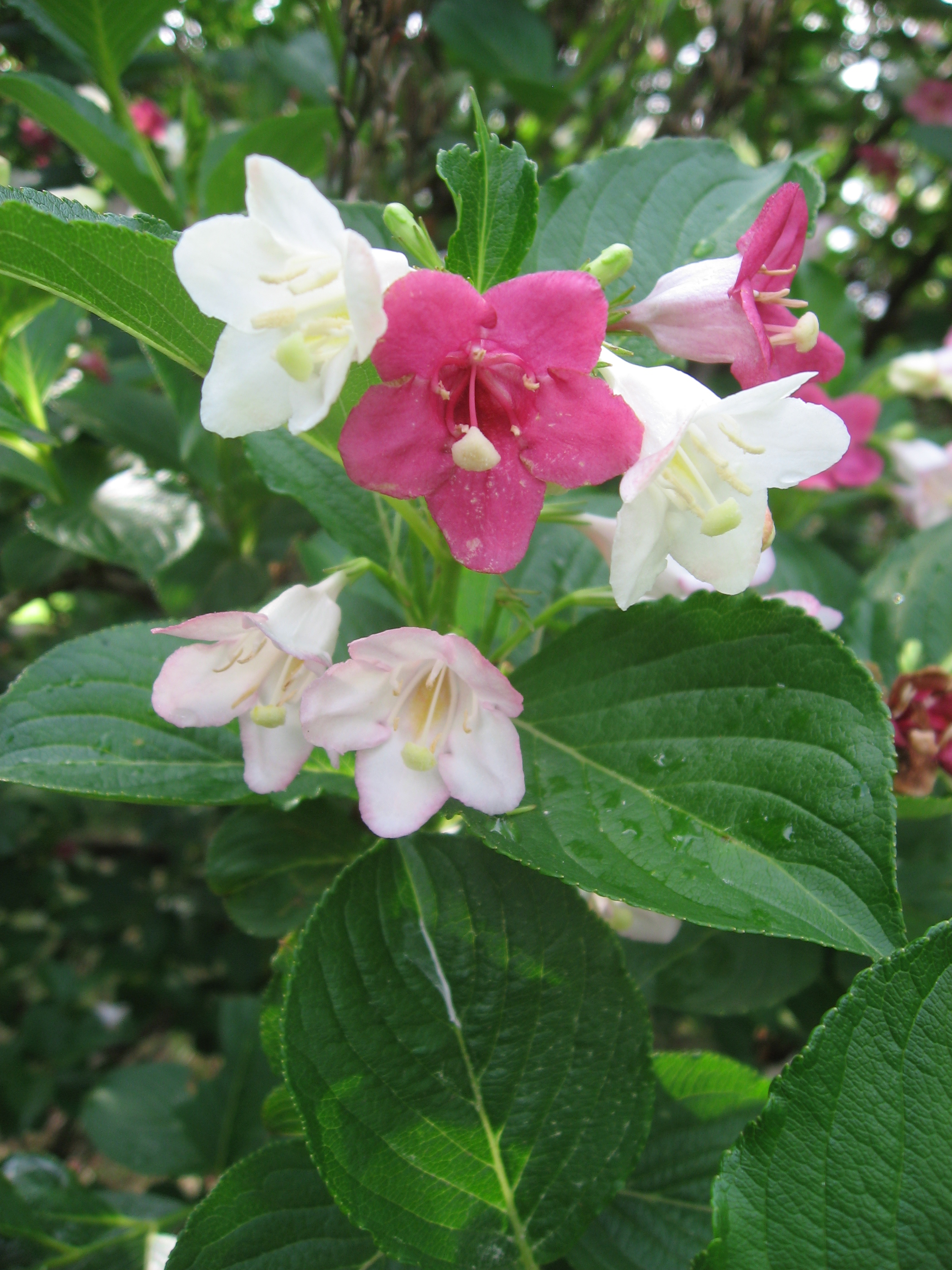
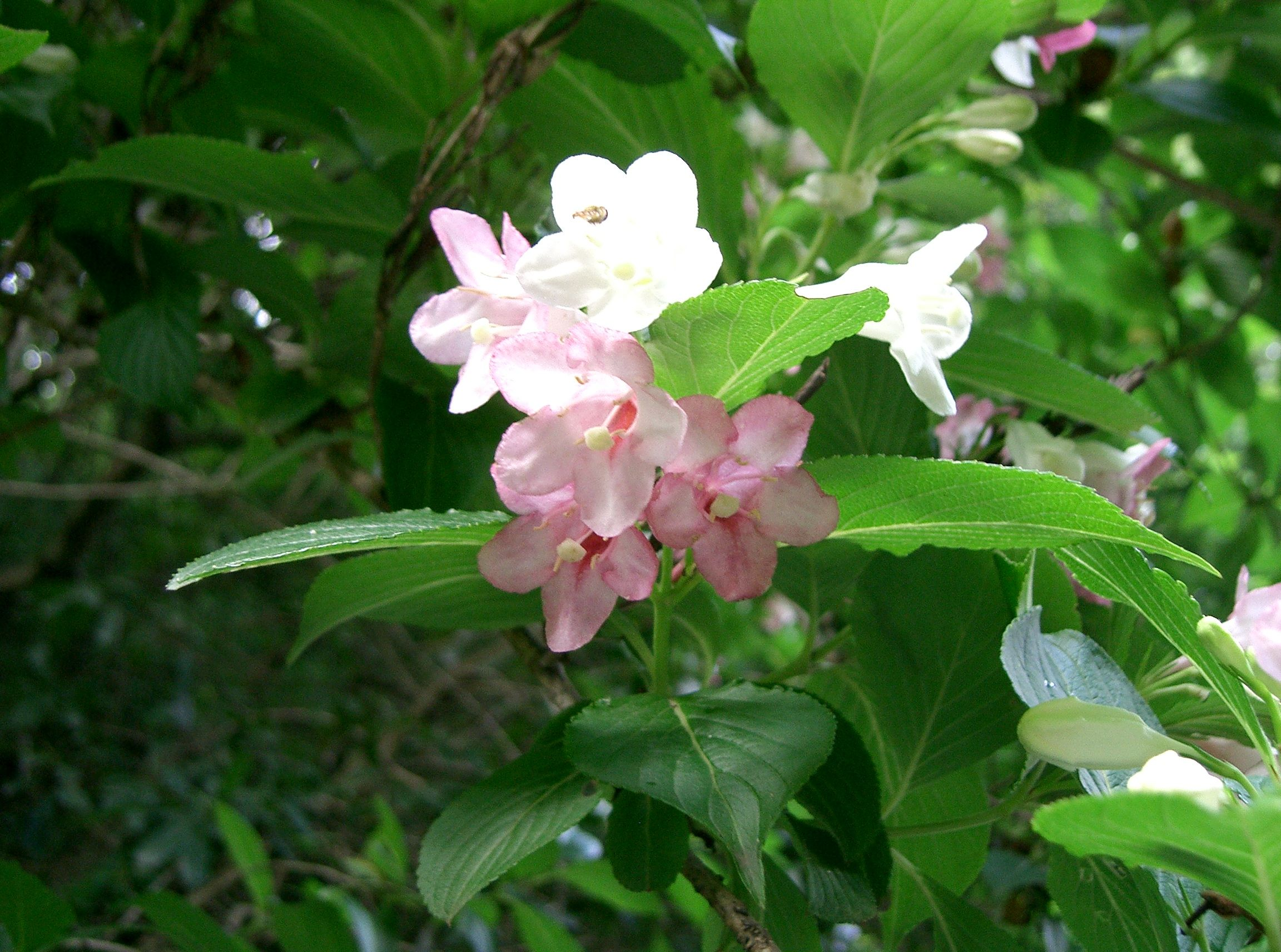
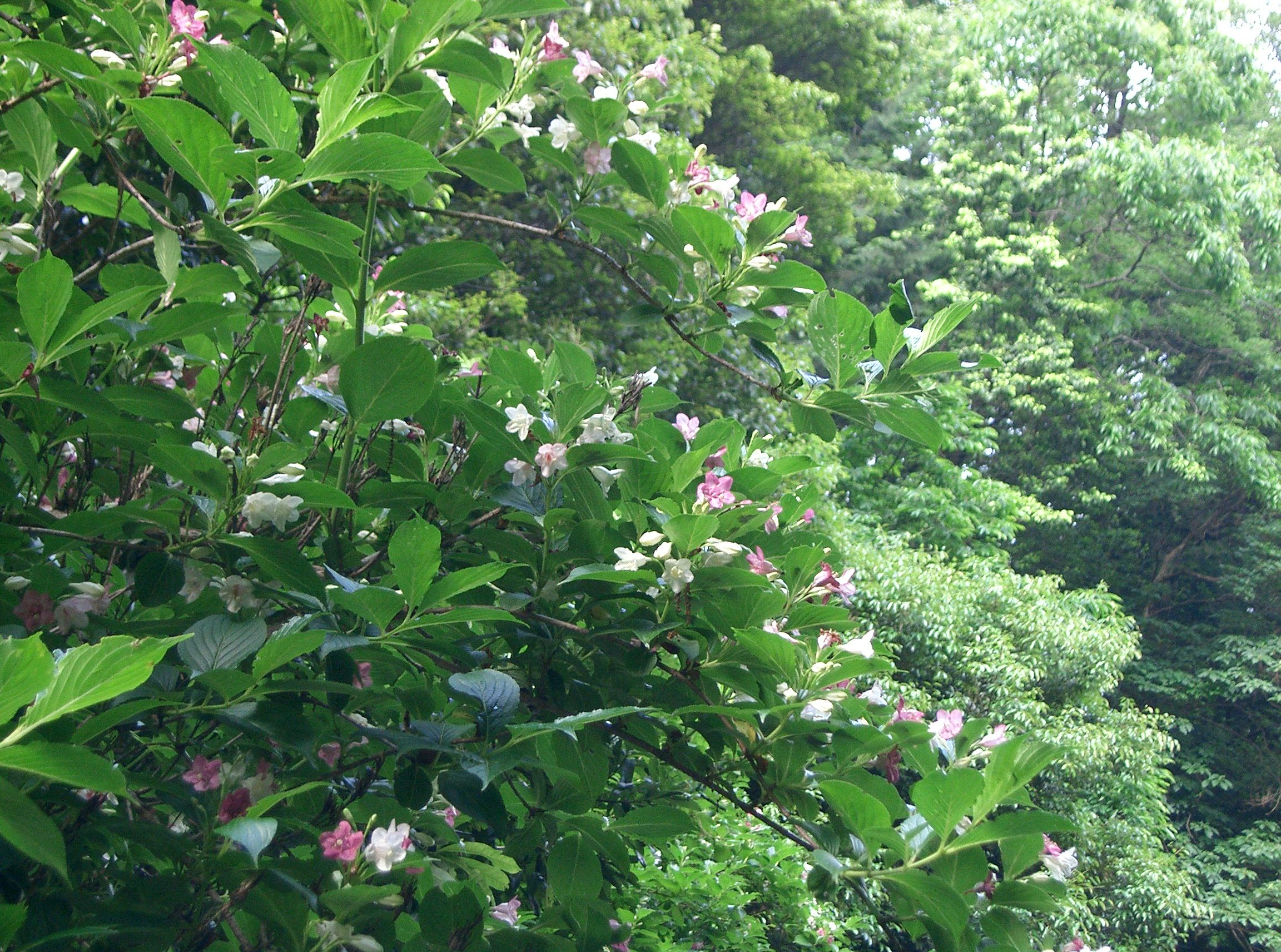
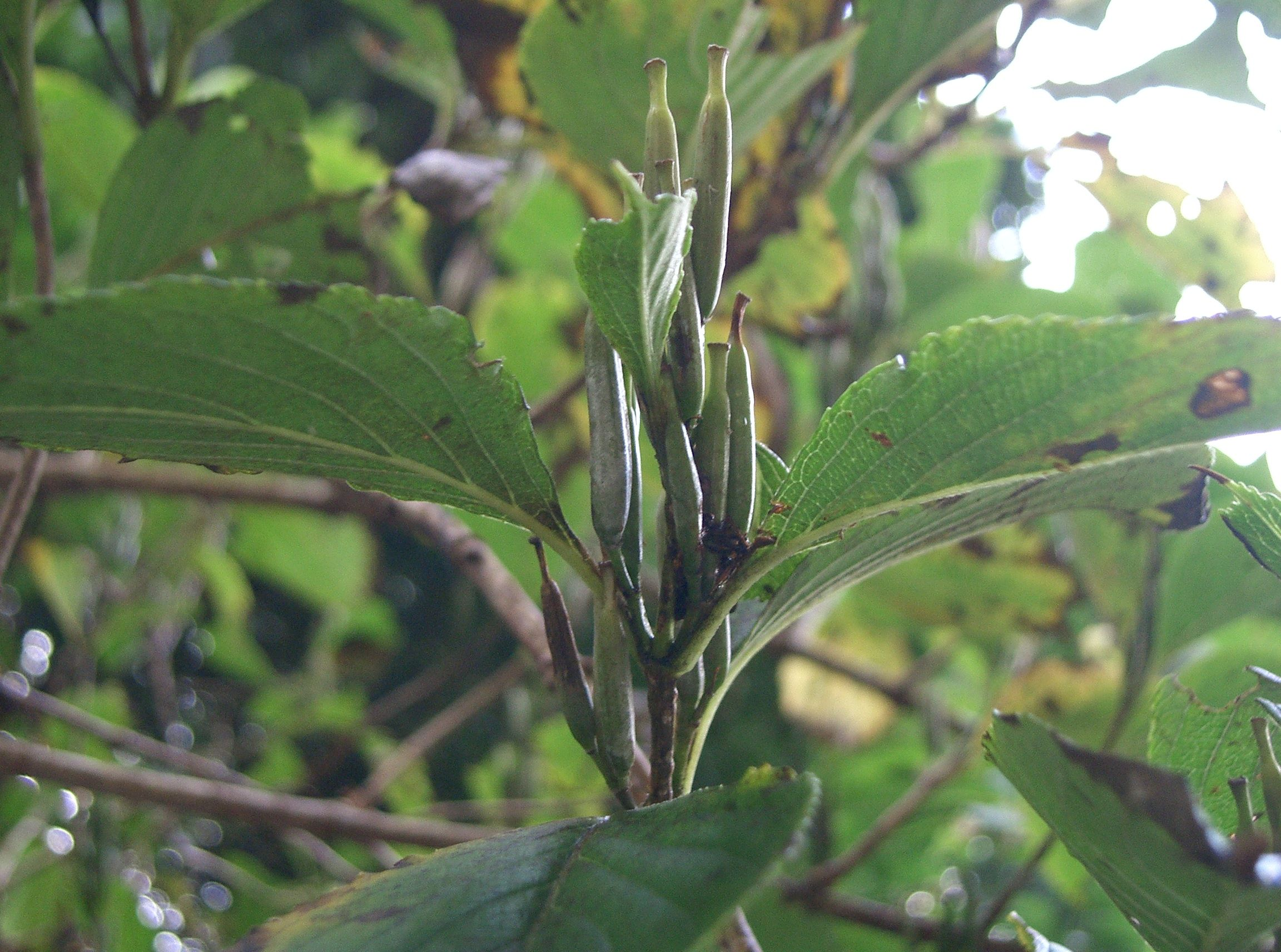
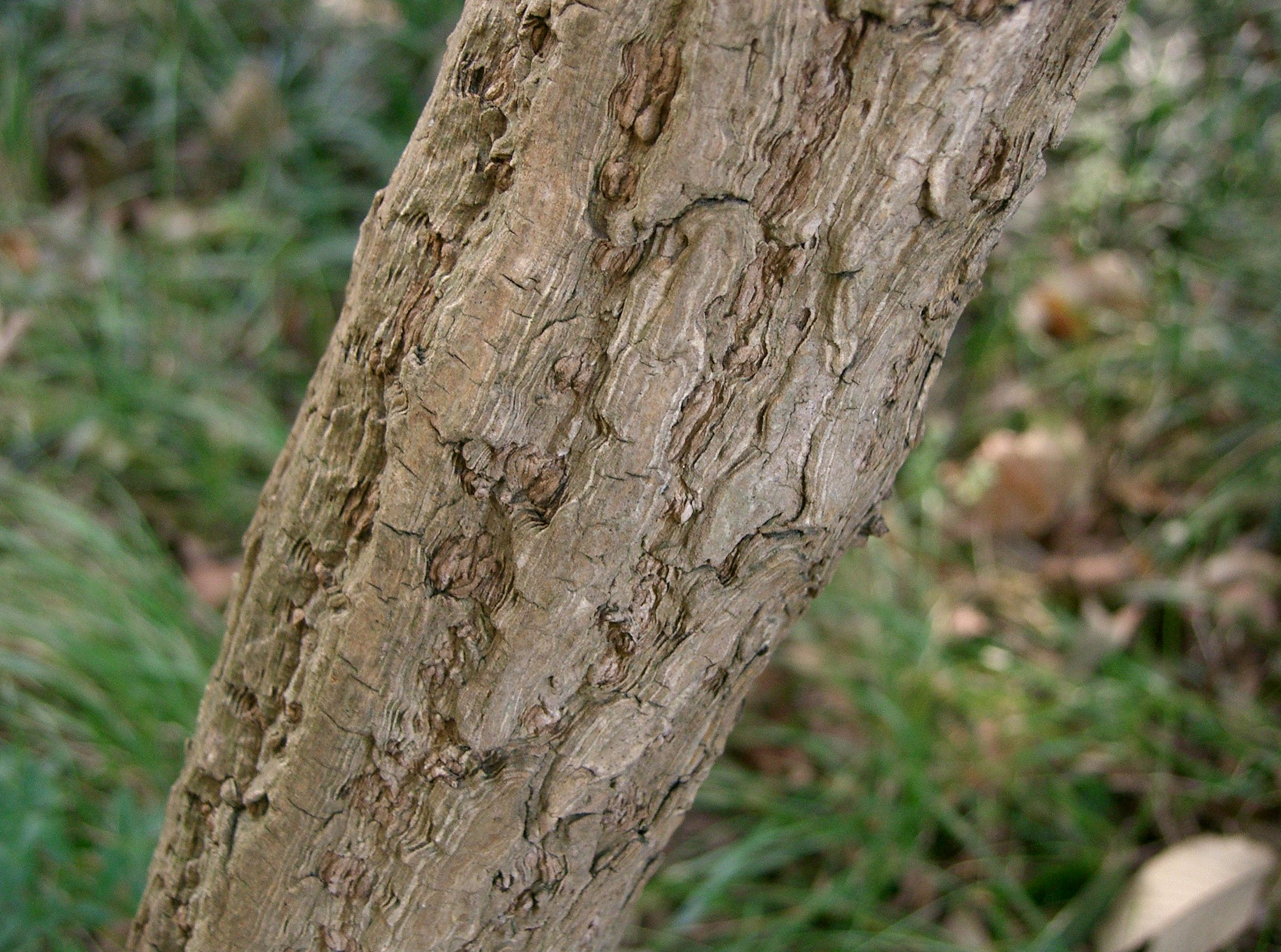